# Marcos Gomes Valadares
Marcos Gomes Valadares (São Paulo - 23 de julho de 1977) é um treinador brasileiro de futebol, atualmente comanda a equipe do Valeriodoce.

## Carreira
Foi aluno da Universidade Federal de Minas Gerais e iniciou sua carreira em 2004 como preparador físico do Olympic de Barbacena. Em janeiro do ano seguinte, foi nomeado técnico da Santa Cruz, de Belo Horizonte. 
Em 25 de fevereiro de 2015, Valadares se juntou ao Palmeiras e foi nomeado técnico de sub-20. Em setembro, no entanto, ele voltou para o Cruzeiro como sub-20, deixou o Cruzeiro em abril de 2017, Em 6 de março de 2018, depois de 17 dias como auxiliar de Patrocinense, foi nomeado técnico sub-20 de Vasco da Gama.
Em 21 de abril de 2019, após a demissão de Alberto Valentim, Valadares foi nomeado técnico interino da primeira equipe. Sua primeira partida profissional ocorreu três dias depois, uma vitória por 2 a 1 na Copa do Brasil contra o Santos. 
Deixou o comando do time após 4 partidas, deixando o Vasco na 20ª e última colocação do Campeonato Brasileiro. Assumiu novamente o comando do sub-20.